# Dérouleur de bande magnétique

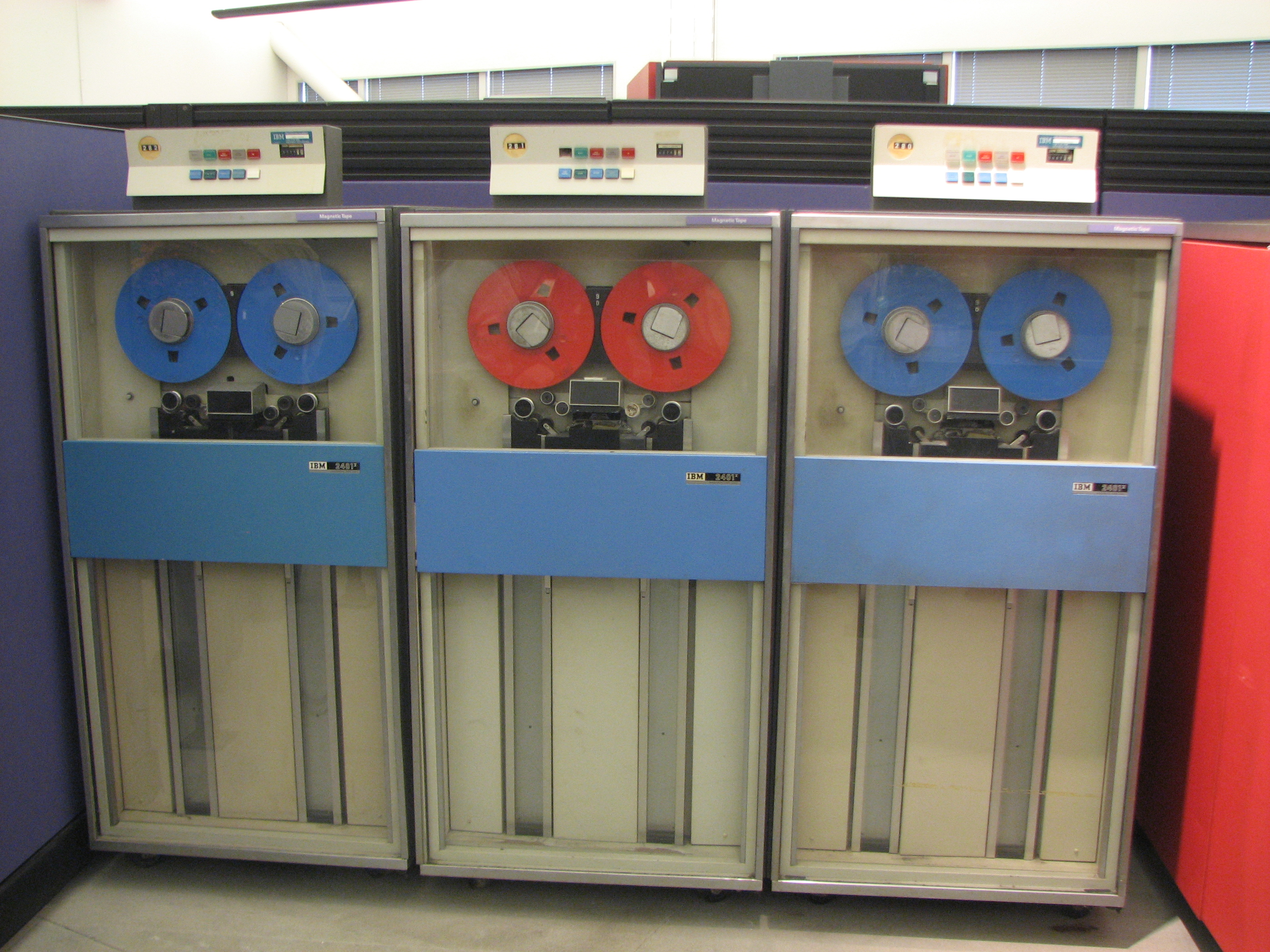
Dérouleurs de bande magnétique sur un ordinateur IBM System 360

Un dérouleur de bande magnétique est un ancien périphérique d'ordinateur servant à écrire et à lire des données sur une bande magnétique. Il était principalement utilisé sur les mainframes (ordinateurs centraux).
Dans un dérouleur de bande magnétique, la bande passe d'une bobine à l'autre. Les bobines sont indépendantes physiquement.
Un puits permet parfois à la bande de se dérouler librement d'un côté avant de s'enrouler de l'autre. Ce procédé permet à la bande de ne pas subir de trop fortes tensions mécaniques.

## Utilisation
Le dérouleur de bandes magnétiques est habituellement utilisé pour archiver des données, étant donné que les bandes magnétiques sont stables sur une longue période.
Un dérouleur de bande magnétique permet d'accéder séquentiellement aux données, contrairement au disque dur qui permet un accès direct. Un disque dur peut déplacer rapidement sa tête de lecture à n'importe quel endroit du disque, alors qu'un dérouleur doit dérouler une bande magnétique jusqu'à l'endroit où l'information est enregistrée avant de la lire. Conséquemment, un dérouleur a un temps d'accès moyen très lent. Bien que son temps d'accès moyen soit lent, le dérouleur écrit ou lit l'information rapidement lorsqu'il a atteint son point de lecture.

## Types de bobines

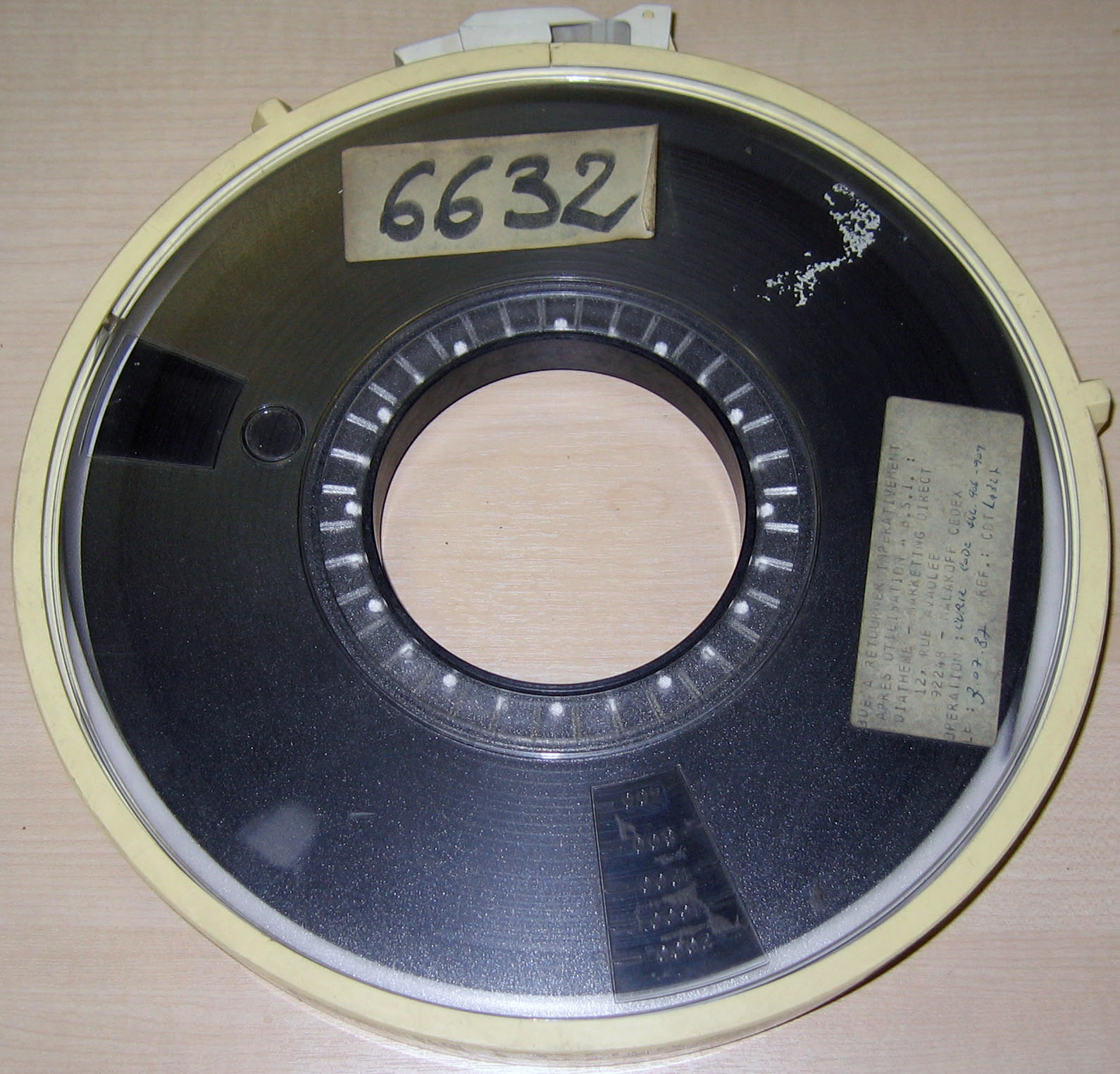
Une bobine de 10,5 pouces à 9 pistes

Le standard de fait pour les « gros systèmes » consistait en de grandes bobines de 10,5 pouces (26,7 cm) et a persisté jusqu'à la fin des années 1980. Les cartouches de bande étaient disponibles sur les mini-ordinateurs depuis le milieu des années 1970. Depuis l'introduction des cartouches IBM 3480 en 1984, les ordinateurs centraux ont commencé à abandonner les bobines séparées et à adopter les cartouches.

### UNIVAC
Une bande magnétique a été utilisée pour la première fois pour enregistrer les données d'un ordinateur en 1951 sur l'UNIVAC I de Eckert et de Mauchly. Le dérouleur UNISERVO utilisait une fine bande de métal de bronze phosphoreux plaqué nickel de 4 pouces de large (10,16 cm) comme support d'enregistrement.
La densité d'enregistrement était de 128 caractères par pouce, soit environ 0,2 mm par caractère, sur huit pistes. La bande se déroulait à une vitesse de 100 pouces par seconde, soit environ 2,5 m/s),ce qui donne un débit de 12,800 caractères par seconde. Parmi les huit pistes, six étaient de données, une était une piste de parité et une était une piste d'horloge. La vitesse de transfert réelle était d'environ 7 200 caractères par seconde, ce qui permettait de laisser de l'espace libre entre blocs de données sur la bande. Une petite bobine de bande de mylar servait à séparer la bande de métal de la tête de lecture/écriture.

### Format IBM

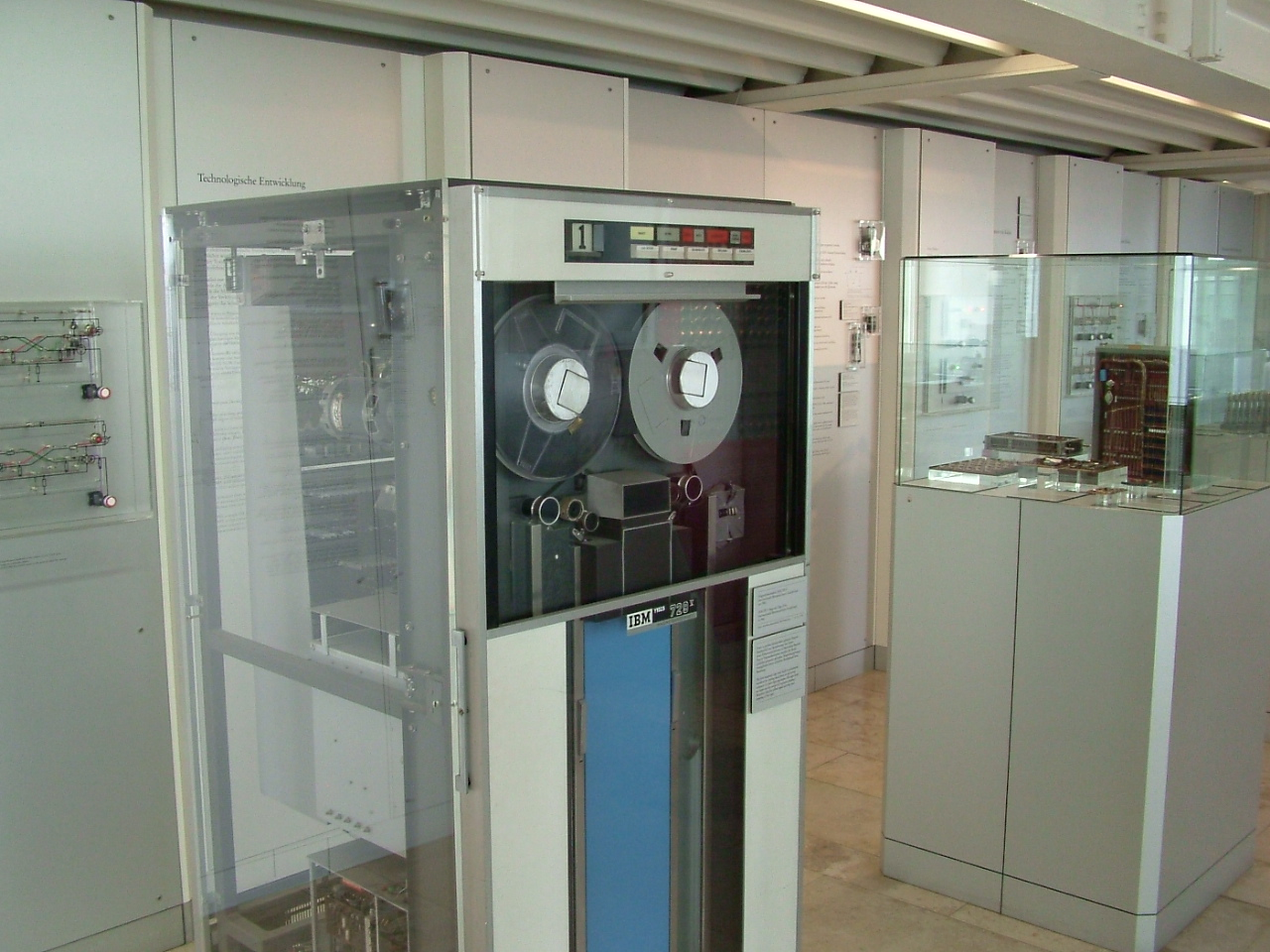
Dérouleur IBM 729V

À partir des années 1950, les ordinateurs IBM (série IBM 700/7000) ont utilisé des bandes recouvertes d'oxyde de fer  semblables à celles qui sont utilisées pour l'enregistrement audio. Cette technologie IBM n'a pas tardé à devenir le standard industriel de fait. Les bandes faisaient 0,5 pouce (environ 13 mm) de large et s'enroulaient sur des bobines amovibles allant jusqu'à 10,5 pouces (27 cm) de diamètre. Différentes longueurs de bandes étaient disponibles, avec 1 200 pieds et 2 400 pieds comme longueurs courantes. Plus tard, au cours des années 1980, des longueurs de bande plus importantes comme 3 600 pieds sont devenues disponibles, mais uniquement sur bande plus fine en film de polytéréphtalate d'éthylène. La plupart des dérouleurs ne pouvaient accepter qu'un diamètre de bobine de 10,5 pouces au maximum.
Les premiers dérouleurs IBM, comme le IBM 727 et le IBM 729 étaient sophistiqués d'un point de vue mécanique. Ils reposaient sur le plancher et utilisaient des colonnes sous vide qui permettaient à des portions de bande en forme de U de s'y étendre. En contrôlant activement les puissants moteurs de bobines et ces portions de bande en forme de U dans les puits sous vide, on obtenait des départs et des arrêts très rapides de la bande devant l'interface liant la bande à la tête de lecture : 1,5 ms de la bande à l'arrêt à la vitesse de 2,85 m/s. Quand elles étaient actives, les deux bobines introduisaient donc de la bande ou en retiraient des colonnes à vide, en tournant par intermittences de façon rapide et irrégulière, de façon spectaculaire visuellement. On mettait en réserve des prises de vue de ces dérouleurs de bandes à colonnes sous vide et on les utilisait ensuite pour représenter « l'ordinateur » au cinéma et à la télévision.
Les premières bandes larges d'un demi-pouce avaient 8 pistes de données parallèles s'étendant sur l'ensemble de la bande. Cela permettait d'avoir des caractères de 6 bits plus un bit de parité. Avec l'introduction de l'ordinateur central IBM 360, des bandes à 9 pistes ont été développées pour prendre en charge les nouveaux caractères de 8 bits qu'il utilisait. La densité d'enregistrement effective a augmenté au fil du temps. Les densités courantes sur 8 pistes étaient de 200, 556 et 800 caractères par pouce et les densités sur 9 pistes étaient de 800, 1 600 et 6 250 cpp. Cela correspond à environ 5 Mo à 140 Mo pour une bobine de longueur standard de 2400 pieds. La fin de fichier était repérée par une marque de fin de fichier appelée tape mark et la fin de la bande par deux tape marks.
Au moins à cause du succès de l'architecture S/360, les bandes à 9 pistes ont été beaucoup utilisées au cours des années 1970 et 1980.

### Format DEC

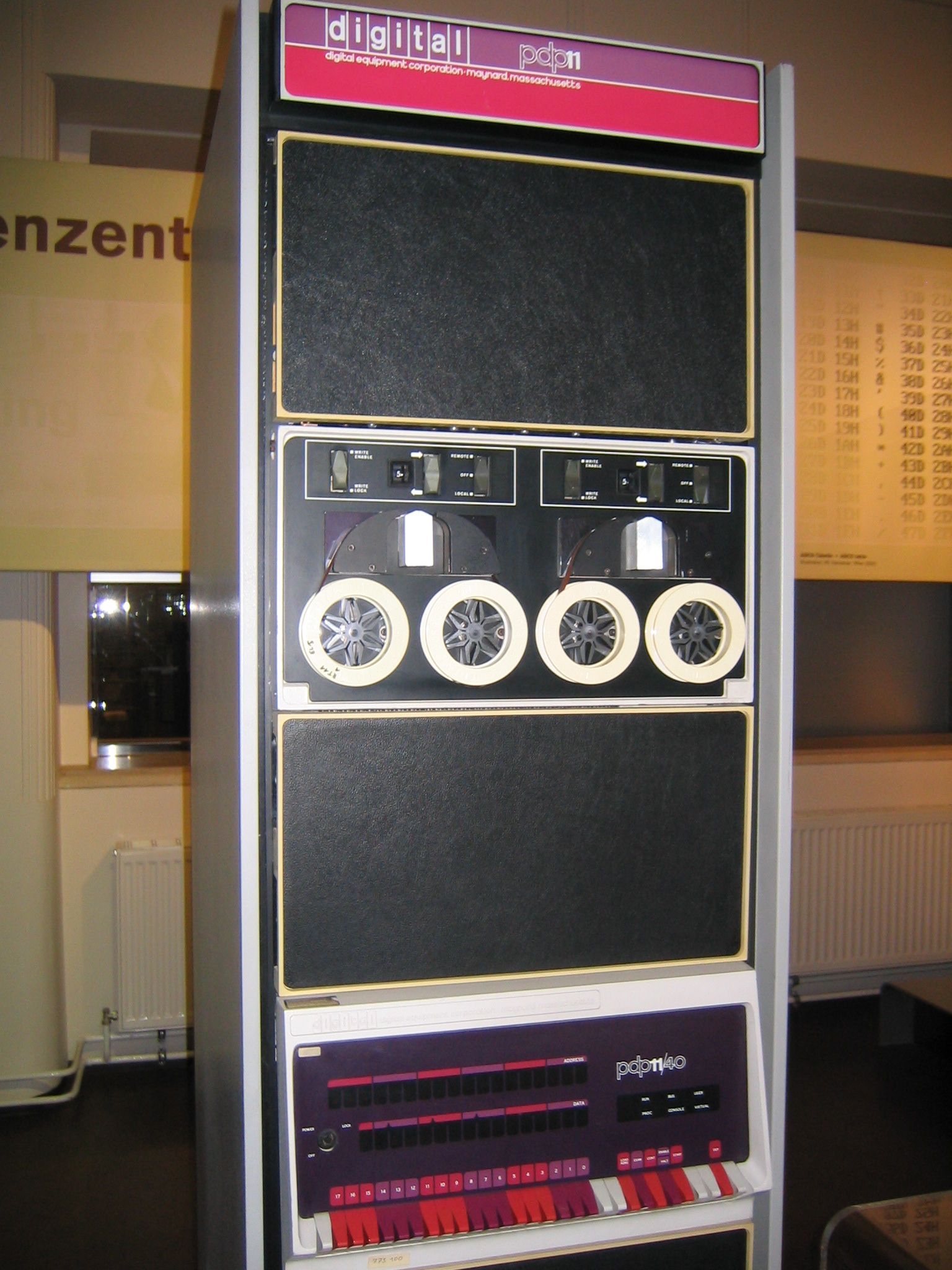
PDP-11 équipé de dérouleurs DECtape.

Les dérouleurs LINCtape et DECtape étaient des variantes de cette « bande ronde ». La bande faisait 3/4 de pouce et comportait une bande organisée en blocs de taille fixe, ce qui permettait de lire et de réécrire des blocs sans perdre de place ni écraser les enregistrements voisins. Les bobines LINCtape et DECtape avaient des capacités et des vitesses de transfert comparables à celles de la disquette qui les a remplacées, mais le délai d'accès était de l'ordre de 30 secondes à une minute.

## Évolution
De nos jours, les bandes magnétiques sont toujours d'actualité, mais sous une forme bien moins encombrante.
On utilise des lecteurs de bandes connectés à des micro-ordinateurs, et les bobines sont en général solidaires au sein d'une même cartouche.

## Voir également

### Source
- (en) Cet article est partiellement ou en totalité issu de l’article de Wikipédia en anglais intitulé « Magnetic tape data storage » (voir la liste des auteurs).